# Anniston Manufacturing Company
La Anniston Cotton Manufacturing Company fue una fabrica de algodón que operó desde 1880 hasta 1977. Su complejo de tres edificios ubicados en el 215 de W. Eleventh St. en Anniston, Alabama, Estados Unidos fueron construidos en 1880 e incluidos en el Registro Nacional de Lugares Históricos en 1985 bajo el nobre de "Anniston Cotton Manufacturing Company". También se ha conocido como Chalk Line, Inc.

## Historia
El sitio se consideró "significativo como un ejemplo del espíritu de industrialización que creció en el Nuevo Sur después de la Guerra de Secesión". Construido para los dos principales industriales de Anniston, Samuel Noble y Alfred Tyler, como una industria compañera de la creciente industria del hierro de la ciudad y como una fuente de empleo para las esposas e hijos de los trabajadores del hierro, la fábrica fue la primera fábrica textil construida en la ciudad. La fábrica también tuvo uno de los períodos de operación más largos de cualquier fábrica textil en el estado, comenzando en febrero de 1881 y continuando hasta su cierre en 1977.
Además, "el edificio Anniston Cotton Manufacturing Company es importante desde el punto de vista arquitectónico por la calidad del diseño neorrenacentista italiano utilizado en un edificio industrial de la época y como uno de los ejemplos más antiguos de una fábrica de algodón en Alabama". El edificio principal era un edificio de ladrillo de tres pisos.
El complejo fue demolido en abril de 2014 y luego se convirtió en el sitio del Departamento de Recursos Humanos del Condado de Calhoun.